# Gustometrie
Die Gustometrie ist ein diagnostisches Verfahren zur Überprüfung des Geschmackssinnes. Störungen, bei denen Gustometrie zum Einsatz kommt, sind insbesondere das Fehlen geschmacklicher Empfindung und die verfälschte oder nur eingebildete Wahrnehmung geschmacklicher Reize.
Während bei der Chemogustometrie Reaktionen auf Stoffe getestet werden, kann bei der Elektrogustometrie die Reaktionsfähigkeit hinsichtlich elektrischer Ströme untersucht werden.
Unterschieden wird die Subjektive Gustometrie, bei der die Angaben des Patienten im Vordergrund stehen, von der Objektiven Gustometrie, die diese Angaben überprüfbar macht.